# Rebecca Long-Bailey
Rebecca Long-Bailey (Stretford, Inglaterra, 22 de septiembre de 1979) es una abogada y política británica. Diputada por el Partido Laborista desde 2015 y Secretaria de Estado de Estrategia Empresarial, Energética e Industrial en el Gabinete en la Sombra de Jeremy Corbyn desde febrero de 2017. En enero de 2020 anunció su candidatura para liderar el Partido Laborista.

## Biografía
Nació en el seno de una familia humilde de origen irlandés. Su padre trabajaba en los muelles de Manchester y era también representante sindical cuando perdió su trabajo. La familia se trasladó a Port Ellesmere en busca de empleo y ella con 16 años se puso a trabajar en una fábrica de sofás y en una casa de empeños.
Estudió Derecho y Sociología en la Universidad de Manchester. Como abogada se especializó en propiedad comercial y contratos en la sanidad pública. Se inició en la política entablando contacto con el Labour de Cheshire, donde vivía en las afueras de Frodham. Empezó como tesorera de la rama local del partido.
En 2014 apoyada por el dirigente sindical Len McCluskey se posicionó como candidata a diputada por la circunscripción de Salford y Eccles de la Cámara de los Comunes logrando un escaño en las Elecciones generales del Reino Unido de 2015, en representación del Partido Laborista.  Apoyó la candidatura de Jeremy Corbyn para el liderazgo del partido. 
El 27 de junio de 2016, fue nombrada secretaria de Estrategia Empresarial, Energética e Industrial en el Gabinete en la Sombra del Partido Laborista, dirigido por  Jeremy Corbyn.
En enero de 2020 anunció su candidatura para liderar el Partido Laborista.

## Posiciones
Considerada una candidata continuista representante del ala corbynista y con el respaldo de los sindicatos en el contexto del proceso de elección de nuevo líder laborista de 2020, Long-Bailey había respaldado la línea oficial del partido en todos los temas clave entre ellos la ambigüedad en torno al Brexit. Ha defendido que el centrismo de Tony Blair y su alineamiento con los Estados Unidos en la guerra de Irak constituyeron un «error trágico».